# Généralité de La Rochelle
1694–1790
(331 ans)
Entités précédentes :
- Création

Entités suivantes :
- Charente-Maritime
- Charente

La généralité de La Rochelle est une circonscription administrative de France créée en 1694.
Elle se composait à l'origine de cinq élections (La Rochelle qui dépendait auparavant de la généralité de Poitiers, Saint-Jean-d'Angély qui dépendait auparavant de la généralité de Limoges, Saintes, Marennes et Cognac qui dépendaient, elles, de la généralité de Bordeaux), auxquelles est venue s'ajouter une sixième ultérieurement (Barbezieux) ; à celles-ci s'ajoutaient douze subdélégations (intendance).

## La généralité d'après le Règlement général du 24 janvier 1789 (États généraux)
Noms des trois bailliages principaux, suivis du nombre de députés à élire et du nom des bailliages secondaires :
- Sénéchaussée de la Rochelle, 4 députés (Rochefort-sur-Mer) ;
- Sénéchaussée de Saint-Jean-d'Angély, 4 députés ;
- Sénéchaussée de Saintonge à Saintes, 8 députés (Brouage, Oléron, Pons, Taillebourg, Tonnay-Charente).

## Liste des circonscriptions administratives
La généralité étant une des circonscriptions administratives majeures, la connaissance historique du territoire concerné passe par l'inventaire des circonscriptions inférieures de toute nature. Cet inventaire est la base d'une exploration des archives réparties entre les différentes Archives départementales des départements compris dans la généralité.
Cette liste ne comporte pas les bailliages ci-dessus, leurs appellations exactes restant à confirmer.
- Élection de Barbezieux
- Subdélégation de Barbezieux
- Subdélégation de Charente, Tonnay-Charente, plus en 1786
- Subdélégation de Châteauneuf, Châteauneuf-sur-Charente, plus en 1786
- Élection de Cognac
- Subdélégation de Cognac
- Subdélégation de Daligre
- Subdélégation de Genac, plus en 1786
- Subdélégation de l'Île d'Oléron
- Subdélégation de l'Île de Ré
- Subdélégation de Mansle
- Élection de Marennes
- Subdélégation de Marennes
- Subdélégation de Mauzé
- Subdélégation de Mirambeau, plus en 1786
- Subdélégation de Rochefort
- Élection de La Rochelle
- Subdélégation de La Rochelle
- Subdélégation de Rohan-Rohan, plus en 1786
- Élection de Saint-Jean-d'Angély
- Subdélégation de Saint-Jean-d'Angély
- Élection de Saintes
- Subdélégation de Saintes